# Рустамов, Джахангир Махмуд оглы
Джахангир Махмуд оглы Рустамов (азерб. Cahangir Mahmud oğlu Rüstəmov; 5 марта 1926, Нуха — 13 февраля 2007) — азербайджанский живописец. Народный художник Азербайджана (2002).

## Жизнь и деятельность
Рустамов Джахангир Махмуд оглы родился 5 марта 1926 года в городе Шеки. В 1939 году окончил 7-летнюю школу. В 1939—1941 годах учился в Азербайджанском государственном художественном училище имени А.Азимзаде.
После окончания художественного училища поступил в Московский государственный художественный институт имени Сурикова. По семейным обстоятельствам оставил учебу и вернулся в Баку.
Творчество художника охватывает многие жанры живописи и отличается народным духом и поэтичностью. Примерами служат многофигурные тарелки на историческую тему, композиции на тему праздников труда и отдыха, бытовые картины, эпические пейзажи, портреты и натюрморты. 
Известность художнику принесли картины «Виноградник», «Речники», «Полевые рабочие», «Колхозники», «Маленький помощник», «В горах», «Шахдаг», и другие, отличающиеся национальным колоритом и эмоциональностью. 
Джахангир Рустамов участвовал в республиканской художественной выставке 1945 года со своей работой «Последний вражеский солдат».
В 1955 году принят в Союз художников СССР. 
В 1953 году в Баку открылась отчетная выставка художника. 
В 1955 году Джахангир Рустамов был награжден дипломом и специальным знаком Национальной академии наук «За лучший детский предмет». 
В 1962 году в Баку была открыта выставка художника «Париж-Тунис». В 1973 году в колхозе имени Низами Астаринского района повторно провели выставку. 
В 1979 году его работы участвовали в выставках азербайджанских художников, открытых в зарубежных странах.
В 1982 году удостоен звания Заслуженного художника Азербайджанской ССР. 
В 2002 году присвоено звание Народного художника Азербайджанской Республики за заслуги в развитии изобразительного искусства Азербайджана. 
В 2002 году в выставочном зале им. В. Самедова в Баку открылась персональная выставка художника . 
В 2004 году удостоен личной Президентской стипендии.
Умер в 2007 году.